# فرانکنتال
شهر فرانکنتال (به آلمانی: Frankenthal (Pfalz)) در ایالت راینلاند-فالتس در کشور آلمان واقع شده‌است.

## نگارخانه

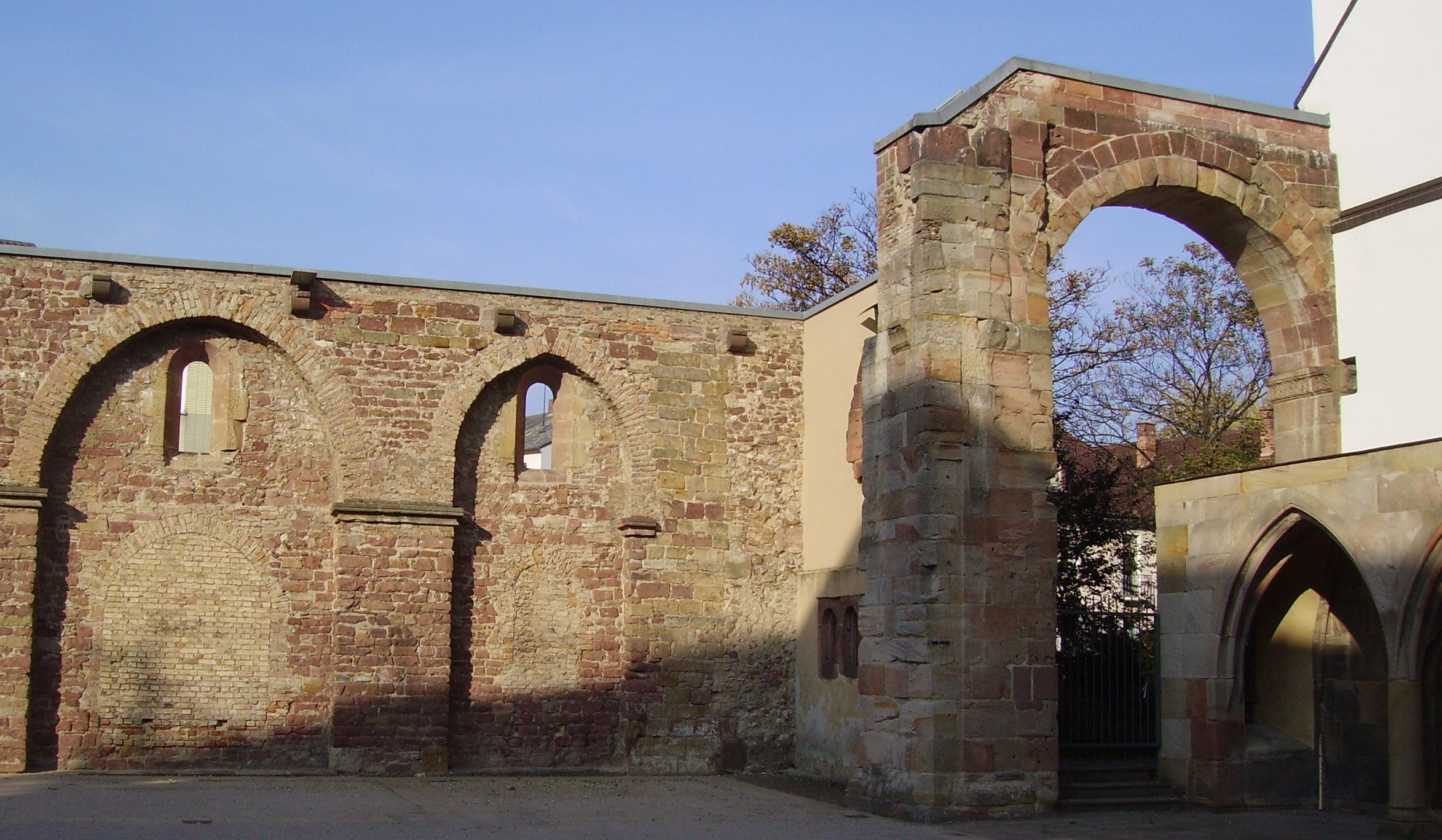
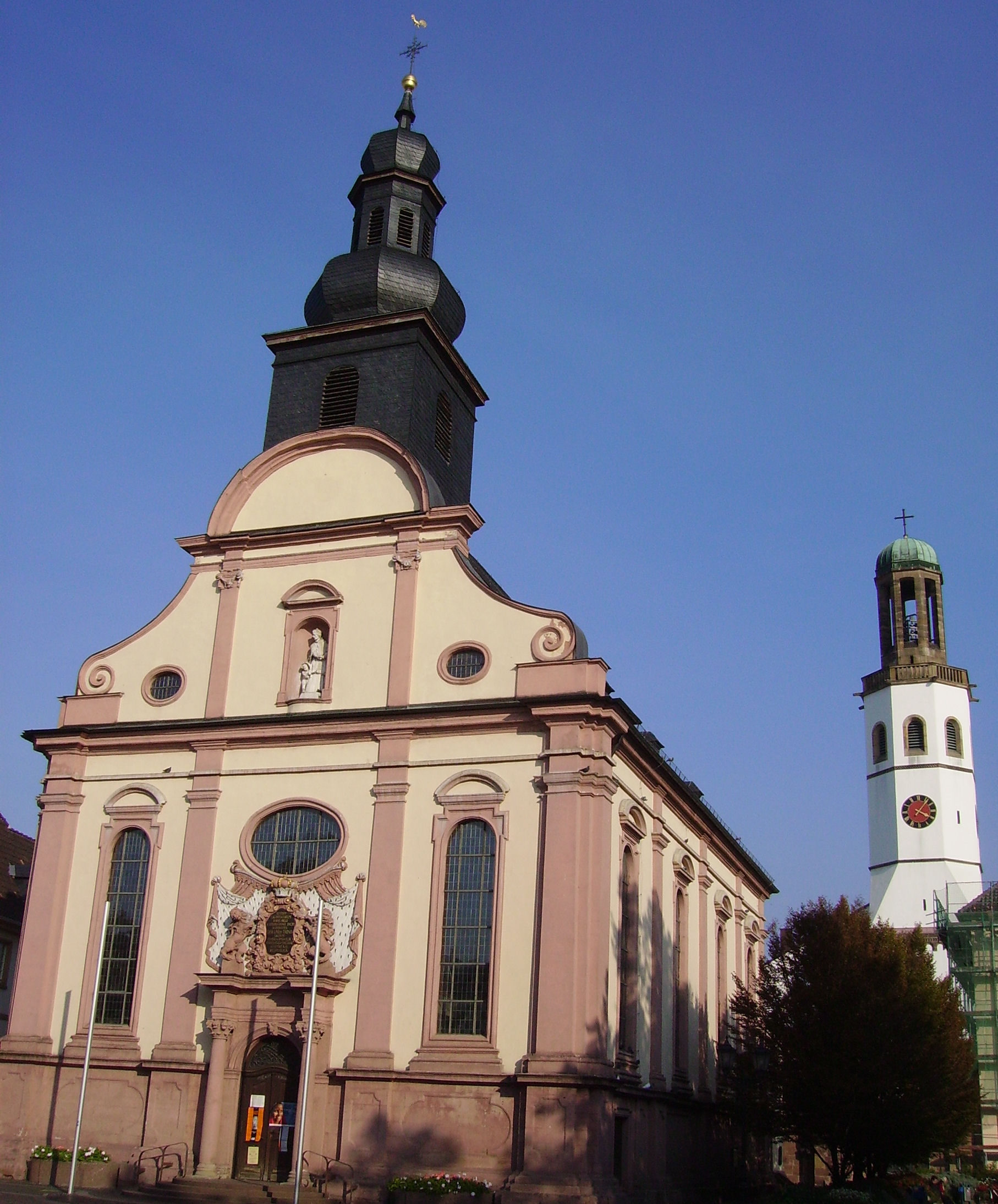
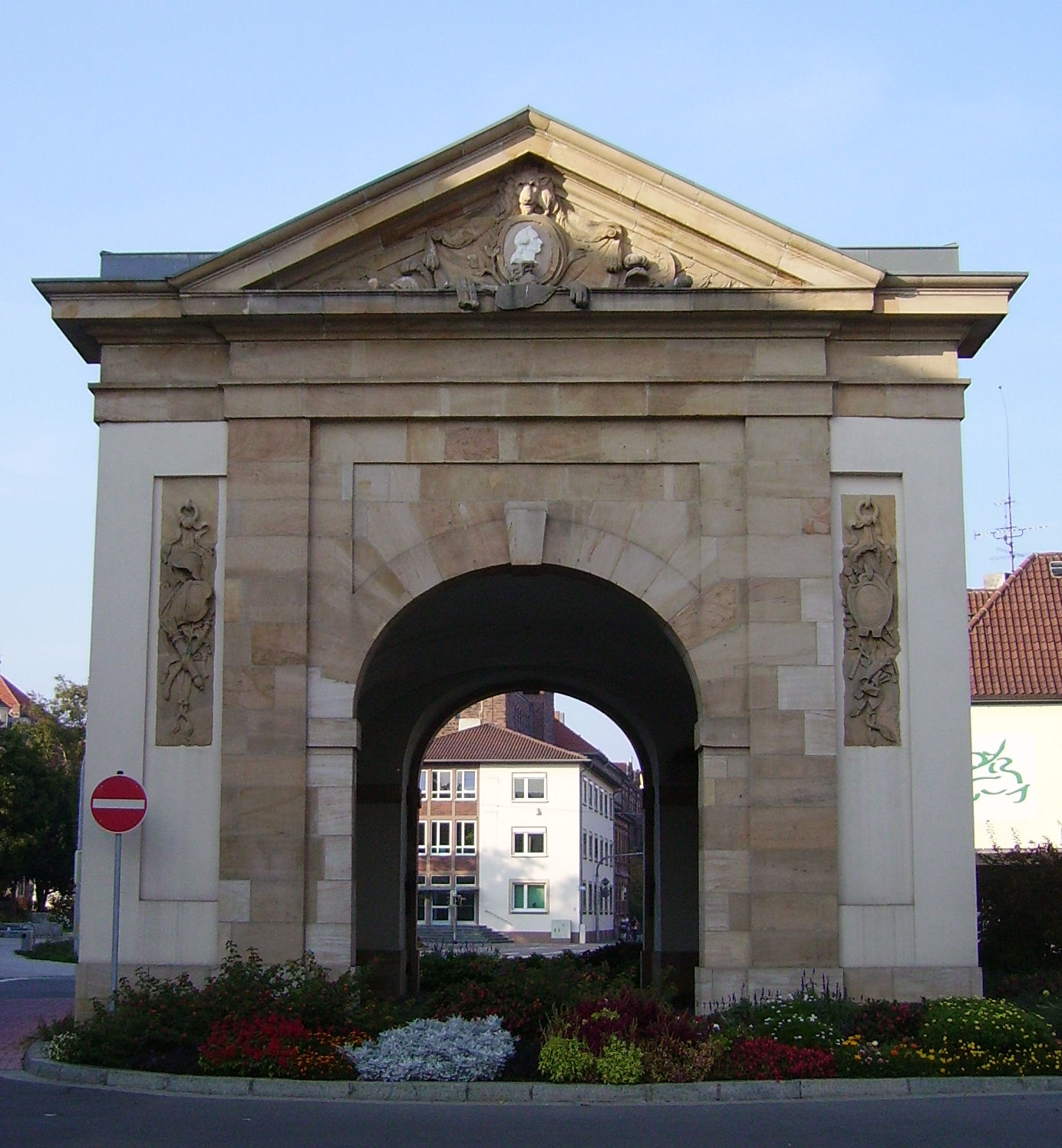
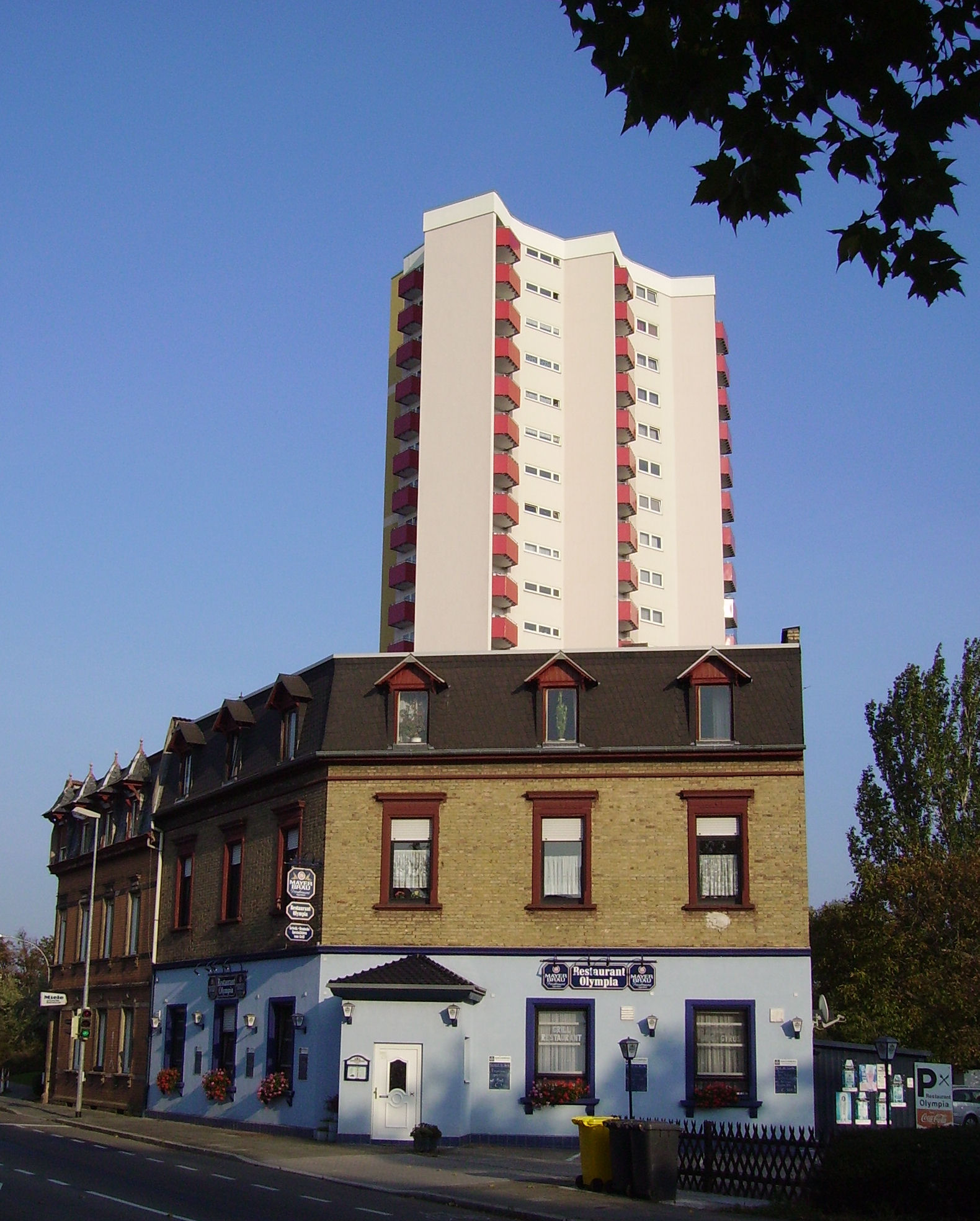